# NGC 3347A
NGC 3347A је спирална галаксија у сазвежђу Шмрк (Пумпа) која се налази на NGC листи објеката дубоког неба.
Деклинација објекта је - 36° 24' 45" а ректасцензија 10h 40m 20,5s. Привидна величина (магнитуда) објекта NGC 3347 износи 12,8 а фотографска магнитуда 13,5. NGC 3347A је још познат и под ознакама ESO 376-4, MCG -6-24-2, AM 1038-360, IRAS 10380-3609, PGC 31761.